# MQ-1捕食者无人攻击机
MQ-1 捕食者（Predator，又譯「 掠食者」 ）是一种无人机，美国空军描述为“中海拔、长时程”（MALE，Medium-Altitude, Long-Endurance unmanned aircraft system）无人机系统。它可以扮演侦察角色，可发射两枚AGM-114地狱火飞弹，飛行於雲層上。从1995年服役以来，该型飞机参加过阿富汗、巴基斯坦、波斯尼亚、塞尔维亚、伊拉克、也门和利比亚的战斗。
2011年9月，美国空军国民警卫队表示尽管存在预算削减的困难，他们仍将继续操作空军的“捕食者”攻击无人机。空军国民警卫队已经将部分使用F-16战斗机的中队改为使用无人攻击机，并部署到了伊拉克和阿富汗。
捕食者無人機原本的編號為RQ-1 Predator。"R"即「偵察」(reconnaissance)之意而"Q"為無人航空器的意思。

## 规格
基本信息
- 机组：2名（1名技師及1名傳感器操作員）

性能
武器

2個武器挂架
- 2 × AGM-114地獄火飛彈（MQ-1B）
- 2 × FIM-92刺針便攜式防空飛彈（MQ-1B）
- AGM-179 聯合空地導彈

## 流行文化
- 2007年-《變形金剛》：電影中五角大廈用MQ1偵查卡達基地生還者所遭遇的攻擊者。
- 2012年-《神鬼認證4》：電影中美國空軍空戰司令部用MQ1捕食者遠端遙控攻擊機追殺亞倫克羅斯，其中一架被亞倫克羅斯用狙擊槍擊中墜毀。
- 2016年-《13小時：班加西的秘密士兵》：被美國空軍用來偵察、監控，利比亞班加西事件時的私人軍事服務公司特戰小組保護美國中央情報局情報工作站。